# Country Music Association Awards
De Country Music Association Awards (CMA Awards) worden jaarlijks uitgereikt door de Country Music Association (CMA). Er worden de succesvolste countrymuziekvertolkers en -songwriters van de afgelopen jaren onderscheiden, de meest begeerde prijs is die voor de «Entertainer of the Year».
Met uitzondering van 2005, toen de uitreiking in het Madison Square Garden in New York plaatsvond, worden de Awards in de late herfst van elk jaar uitgereikt in Nashville. sinds 1968 wordt de CMA Award Show landelijk uitgezonden door de televisie. In 1991 was met George H.W. Bush voor de eerste keer een zittende Amerikaanse president te gast.

## Geschiedenis
De eerste CMA-awards werden uitgereikt tijdens een ceremonie die niet op televisie werd uitgezonden in het Nashville Municipal Auditorium in 1967. De prijs voor «Entertainer of the Year» die avond ging naar Eddy Arnold. De tweede jaarlijkse CMA-awards werden uitgereikt in oktober 1968. NBC nam de ceremonie op en zond het een paar weken later uit. Sindsdien werden de awards live uitgezonden, meestal in oktober of november, door NBC van 1969 tot 1971, door CBS van 1972 tot 2005 en door ABC vanaf 2006. Vanaf 1968 werden ze gehouden in de Grand Ole Opry in Nashville (aanvankelijk in het Ryman Auditorium en van 1974 tot 2004 in het nieuwe Grand Ole Opry House).
In 2005 werd de prijsuitreiking gehouden in Madison Square Garden in New York. Sinds 2006 worden ze gehouden in de Bridgestone Arena in Nashville. In 2020 werden, als gevolg van de COVID-19-pandemie, de 54e CMA Awards gehouden in het Music City Center van Nashville.
Voorafgaand aan 2017 werden de awards over het algemeen gehouden op de eerste woensdag in november. Sindsdien zijn de prijzen echter verplaatst naar later in de maand om conflicten met een mogelijke zevende wedstrijd van de Major League Baseball's World Series te voorkomen, aangezien de ceremonie van 2016 op dezelfde avond werd uitgezonden als Fox's uiteindelijke uitzending van game zeven van de 2016-serie, die de CMA Awards versloegen in de kijkcijfers.
In juni 2021 kondigde de Country Music Association aan dat ze haar uitzendcontract met ABC zouden verlengen tot 2026.
Na de COVID-19-pandemie heeft de Country Music Association aangekondigd dat voor de 55e CMA Awards op 10 november 2021, leden van het publiek met een ticket volledig moesten worden ingeënt tegen COVID-19 en dat ze geschikte gezichtsbedekkingen moesten dragen.

## Geschiktheid en stemmen
Albums en liedjes die zijn uitgebracht tussen 1 juli van het voorgaande kalenderjaar en 30 juni van het jaar van de awardshow komen in aanmerking voor overweging. Meer dan 7.300 personen van de handelsgroep Country Music Association stemmen via drie stemrondes op de genomineerden en winnaars.

## CMA Awards-presentatoren
De eerste ceremonie in 1967, die niet op televisie werd uitgezonden, werd mede georganiseerd door Sonny James en Bobbie Gentry. Vince Gill was gastheer van de awards van 1992 tot 2003. Brad Paisley en Carrie Underwood waren co-gastheren van de ceremonies van 2008 tot 2018. Voor de ceremonie van 2019 was Carrie Underwood gastheer samen met Reba McEntire en Dolly Parton. McEntire keerde terug om de ceremonie van 2020 te organiseren met Darius Rucker. Luke Bryan was de gastheer in 2021.